# 康妮·康维斯
康妮·康维斯，全名伊丽莎白·伊顿·康维斯（英語：Elizabeth Eaton "Connie" Converse，1924年8月3日—1974年失踪），是一位美国女歌手，20世纪50年代曾活跃于纽约。康妮一生没有找到唱片公司帮她录制唱片。她被认为是流行音乐史上最早的创作歌手之一，其作品带着浓烈的唱作人风格，比1960年代同风格的音乐早了将近十年。1974年，康维斯离开家庭，试图重新开始自己的人生，自此之后再也没人有过她的消息。康妮的作品在很长一段时间内不为人知，直到2004年她的作品出现在一个广播节目里，才开始引起反响。她留下的录音于2009年作为专辑《How Sad, How Lovely》发行。

## 生平

### 早年经历
康妮1924年出生于美国拉科尼亚，其父母是严格遵守浸礼宗教义的信徒。康妮就读于康科德中学（Concord High School），并在毕业典礼上发表了毕业演讲。在高中时期，她拿到了八个学术奖项，其中包括了前往女子大学曼荷莲学院的奖学金。在大学读了两年后她决定离开，前往纽约发展自己的音乐事业。

### 音乐生涯
20世纪50年代，康妮在曼哈顿的熨斗区为一家学院相片胶印厂（Academy Photo Offset printing house）工作。一开始她住在格林威治村，后来又搬去了哈莱姆区。在这一时期她开始叫自己“康妮”，这是她在纽约得到的外号。她开始写歌，在朋友们面前演唱，并用吉他伴奏。也是在这段时间，她养成了抽烟喝酒的习惯，这明显违背了她严格的宗教教义。她信教的父母反对她的音乐事业，她的父亲直到去世时也没听康妮唱过一首歌。
康妮唯一已知的公开表演是在1954年，她登上了CBS电视台的一档节目《晨间秀》（The Morning Show），并在节目中做了一个短暂的演出 。到了1961年，也就是鲍勃·迪伦搬到格林威治村并迅速成功的那年，康妮已经因为推销自己的音乐时不停受挫而心灰意冷。那一年她搬去了安娜堡市，她弟弟菲利普（Philip Converse）在安娜堡的密歇根大学当政治学教授。康妮先是做秘书工作，1963年她开始在《冲突解决期刊》担任编辑。自从搬到中西部后，康妮似乎就已经不再写歌了。

### 失去联系
到了1973年，在经历了一连串不顺之后，康妮郁郁寡欢，健康情况也不容乐观。上一年的1972年末，对她来说很重要的《冲突解决期刊》在她不知情的情况下被人卖掉，搬去了耶鲁大学。她的同事和朋友帮她筹了笔钱，让她去英国度一个六个月的假期，希望能让她开心起来，但无济于事。康妮的母亲让她和自己一起去阿拉斯加旅行，康妮不情愿地答应了。此次旅行的不悦加强了康妮离开的决心。大约在同一时期，康妮从医生那里得知自己需要做子宫切除手术，这个消息似乎彻底击垮了这位音乐家。
1974年8月，她给家人和朋友写了一系列信件，在信中，她提到了打算在别的地方重新开始人生。在其中一封信里，她写道：“让我走吧。让我去做可以做到的事。不去做办不到的事······人类社会让我着迷，让我充满了悲伤和快乐；我只是找不到自己在其中的位置。”在给她弟弟菲利普的信中，康妮留下了一张支票，要求菲利普在她离开后的一段时间内继续支付她的健康保险，并保持信誉良好，但要他在某个特定日期后停止支付。
她本该随着家人一同前往湖边旅行，但那时这些信件已经寄出。她把行李载上她的甲壳虫汽车，然后驾车离开，自此之后再也没人有过她的消息 。在康妮离开几年之后，有人告诉菲利普，他们在堪萨斯州或俄克拉荷马州的电话簿上见过“伊丽莎白·康维斯”这个名字，但她弟弟并未追查下去。在康妮失踪大约十年后，她的家人雇过一位私家侦探寻找她，但侦探对她家人说，即便他真的找到了康妮，康妮也有权“消失”，他并不能将她带回来。从那之后，她的家人决定尊重她离开的选择，不再寻找她。菲利普怀疑她已选择结束生命，他尤其相信康妮已经驾车投入于某个水泊中，但她确切的经历已经无从得知。

## 个人生活
康妮非常看重自己的隐私。据经常邀请康妮到他家做客，并把康妮的演唱录了下来的动画师——吉恩·戴奇（Gene Deitch）的说法，在别人问到康妮的个人生活时，她只会简单地回答“是”或“不是”。戴奇和她弟弟菲利普都猜测康妮可能是同性恋，尽管她本人并未承认或否认。她的侄子蒂姆（Tim Converse）称没有证据显示康妮的一生有过恋爱经历。她的家人还提到在密歇根生活的晚期，康妮对烟和酒精的依赖越来越严重。

## 被重新发现
2004年1月，时年80岁的吉恩·戴奇被音乐史学家大卫·加兰（David Garland）从布拉格邀请到纽约，去参加一档广播节目，叫《空中旋转》（Spinning on Air），戴奇在节目中播放了他自己录下的康妮的歌曲《One By One》。节目的两位听众丹·佐拉（Dan Dzula）和大卫·赫曼（David Herman）听完这首歌后，想要找出康妮余下的所有录音。他们找到了两个来源：戴奇在布拉格的录音收藏，和康妮在50年代末寄给她弟弟菲利普的录音。2009年3月，康妮的17首歌作为专辑《How Sad, How Lovely》发行。同月，《空中旋转》播了一期一小时的特别节目，讲述康妮的音乐与生平，并由女演员安博·本森（Amber Benson）在节目中朗读康妮的信件。
2015年，包含18首歌版本的《How Sad, How lovely》发行。该专辑收获好评，《洛杉矶时报》的乐评人兰道·罗伯斯（Randall Roberts）写道：“在过去十年里，几乎没有重新发行的专辑能比《How Sad, How Lovely》给我带来更悠长、更愉悦的感受” 。澳大利亚的创作歌手罗伯特·福斯特（Robert Forster）形容这张专辑“在歌词和旋律之间建立了深邃而不可思议的关联，让我们得以进入一位生活在50年代纽约的杰出女性的世界”。

## 作品目录
- 《How Sad, How Lovely》 （2009年）
- 《How Sad, How Lovely》 （2015年，18首歌版本）
- 《Connie's Piano Song》 （2014年）